# Museo Eroli (Narni)
Le Museo Eroli ou, selon son nom officiel Museo della Città di Narni in Palazzo Eroli, est un musée archéologique et un musée d'art de la ville de Narni, dans la province de Terni, en Ombrie.
Il est situé via Aurelio Saffi, et est implanté dans le Palazzo Eroli construit aux XVIIe et du XVIIIe siècles, qui fut la demeure de la noble famille narnese homonyme jusqu'à la fin de l'année 1984, date à laquelle le bâtiment fut acquis par la province de Terni.

## Collections
Le Museo Eroli possède des collections archéologiques et médiévales importantes, ainsi qu'une pinacothèque, dans laquelle il est possible de voir, entre autres, le retable Couronnement de la Vierge de Narni de Domenico Ghirlandaio et l'Annonciation peinte par Benozzo Gozzoli, deux œuvres commandées par le cardinal Berardo Eroli, qui fut un très grand mécène à Narni au XVe siècle.
En plus de l'espace d'exposition du musée proprement dit, les 2 700 m² du Palazzo Eroli permettent d'abriter des espaces destinés à diverses manifestations culturelles, ainsi que la Bibliothèque Giovanni Eroli (d).

## Galerie de photos

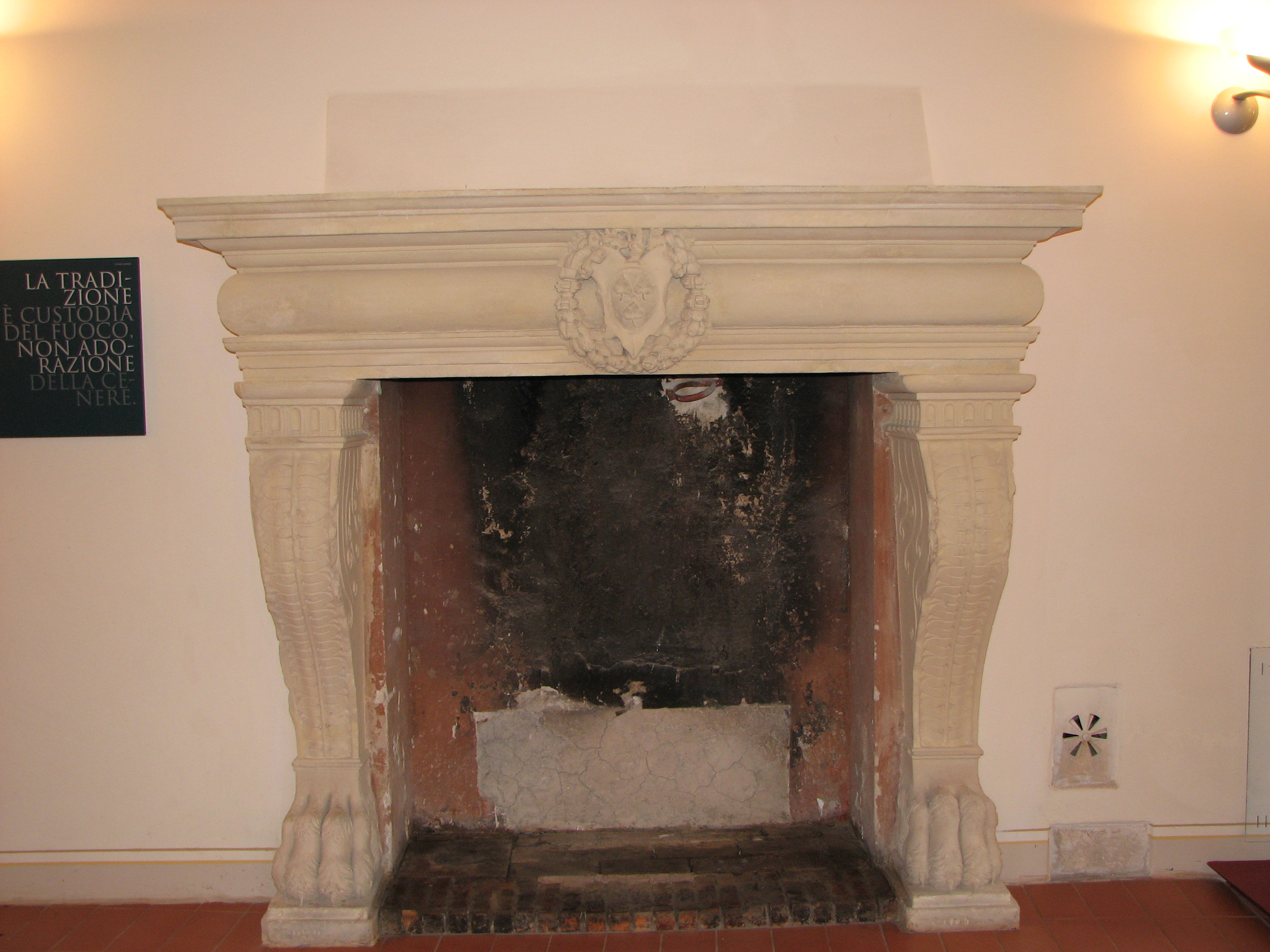
La cheminée monumentale
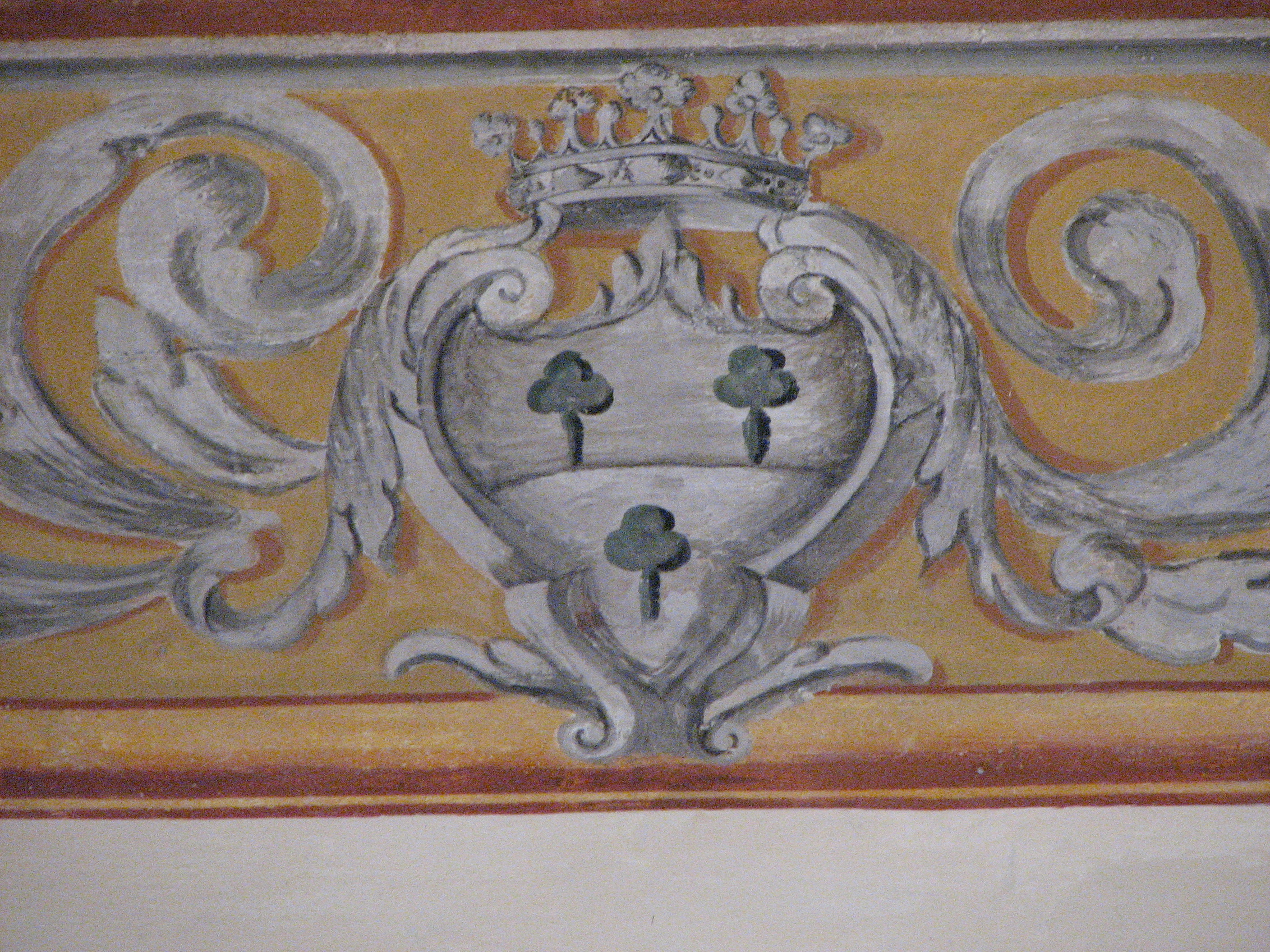
Détail d'une fresque avec le blason de la famille Eroli.
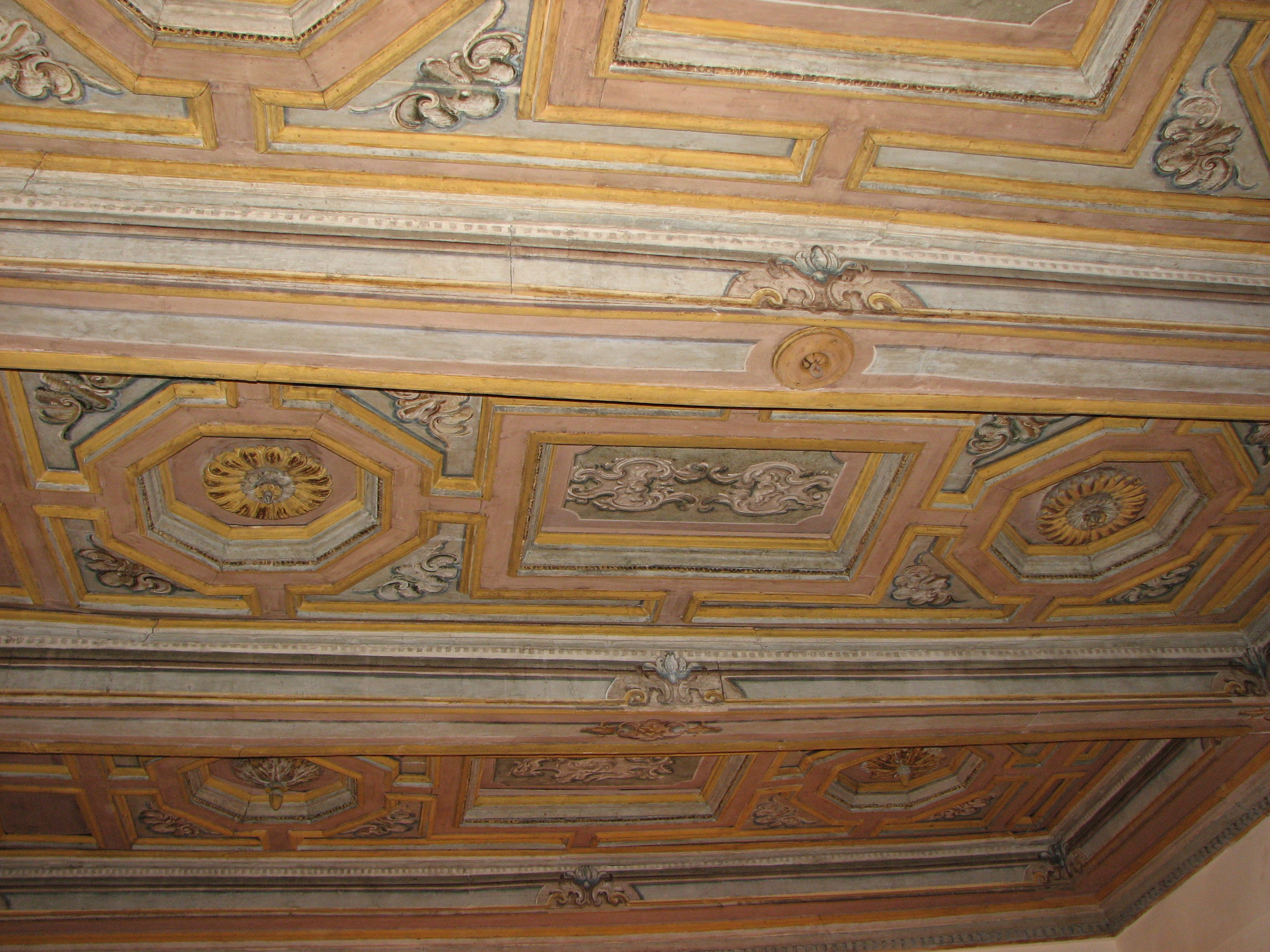
Un des plafonds à caissons caractéristique

## Source de traduction
- (it) Cet article est partiellement ou en totalité issu de l’article de Wikipédia en italien intitulé « Museo Eroli » (voir la liste des auteurs).